# Anne McCaffrey
Anne Inez McCaffrey, född 1 april 1926 i Cambridge, Massachusetts, död 21 november 2011 i County Wicklow, Irland, var en amerikansk science fiction-författare. Hon var den första kvinnan som tilldelades Hugopriset för ett skönlitterärt verk, kortromanen Weyr Search, 1968. Året därefter blev hon även den första kvinnan att belönas med Nebulapriset, då för kortromanen Dragonrider. 2005 fick hon utmärkelsen Damon Knight Memorial Grand Master Award av SFWA (Science Fiction and Fantasy Writers of America).

## Biografi
Anne McCaffrey var dotter till George Herbert McCaffrey och Anne Dorothy McElroy McCaffrey. Hon hade två bröder, en äldre vid namn Hugh och en yngre vid namn Kevin, vilken led av osteomyelit och tillbringade en hel del tid på sjukhus. Familjen flyttade till New York strax före den stora depressionen. Syskonen McCaffrey växte upp i ett hem fullt med djur och historier, och deras far läste ofta för dem ur historier som Tarzan och Djungelboken.
McCaffrey gick som tonåring i den privata flickskolan Stuart Hall School i Virginia. Hon började skriva tidigt och det gick bra för henne i skolan.

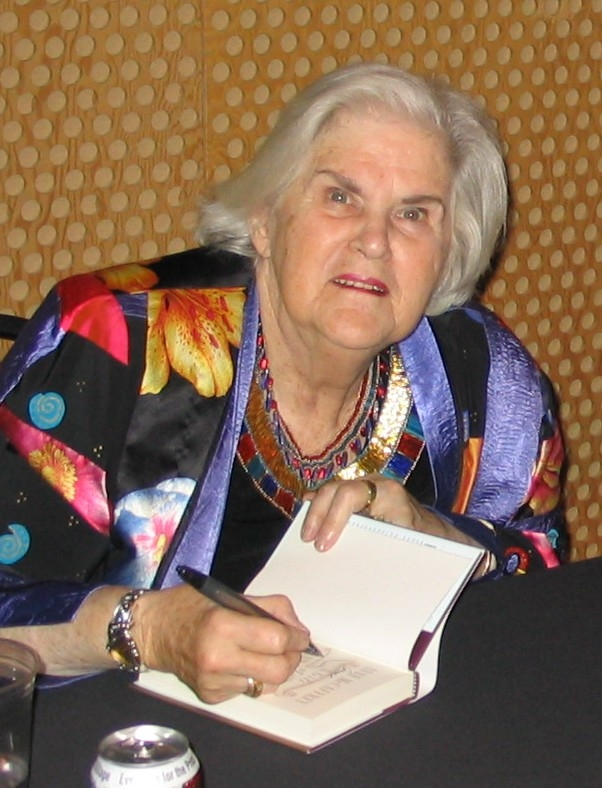
Anne McCaffrey vid en boksignering 2005.

McCaffrey tog examen vid Radcliffe College 1947 och arbetade sedan ett tag inom reklam och med teater. Med sig från Radcliffe hade hon en kandidatexamen i slaviska språk och litteratur.  Hon hade även en bra sopranröst och studerade sång i närmare ett årtionde. Hon blev intresserad av att regissera opera och gjorde den första uppsättningen i Amerika av Carl Orffs Ludus de Nato Infante Mirificus, där hon även själv medverkade på scenen (i rollen som häxa).
1950 gifte hon sig med Horace Wright Johnson och de fick tre barn innan de skilde sig 1970, och Anne McCaffrey flyttade till Irland och började med hästuppfödning. Hon ritade även sitt eget hus som hon döpte till Dragonhold-Underhill, namnet kommer sig dels av att det har bekostats av drakar och dels för att hon var tvungen att gräva ut en kulle för att kunna bygga det.
På Irland läste hon också kurser i meteorologi vid Dublin City University.
Anne McCaffrey dog 2011 i sitt hem på Irland av en stroke.

## Författargärning
| ”              | Alla genrer har sina grand old dames... kriminallitteraturen har fortfarande P.D. James, kärleksromanen hade Barbara Cartland. I fantasy och sience fiction-fältet är vi verkligen lyckliga över att ha Anne McCaffrey. Hon är för blygsam för att anse dem vara klassiker, men genrens klassiker är vad de blivit, främmande planethotande mykorrhisida sporer och allt. I en genre vars publik ofta är stereotypiserad som nördiga män, i vilken kvinnliga författare fortfarande ofta upplever som en herrklubb när det kommer till recensioner av deras arbete och sändningstid, var McCaffrey uppe på samma nivå som Robert A. Heinlein, Arthur C. Clarke och Jack Williamson. Hon blir djupt saknad. | „ |
| – Stephen Hunt | |   |

1952 skrev Anne McCaffrey sin första SF-novell: "Det var mycket uppståndelse kring mänskliga rättigheter då, och jag försökte bli gravid. Så det slog mig att en av de mest grundläggande rättigheterna vore att skaffa ett barn av sin egen art. Så, då satte jag mig ned och skrev Freedom of the Race". Novellen såldes till Sam Moskowitz vid den nystartade tidskriften Science Fiction Plus. Freedom of the Race var feministisk och handlade om kvinnor som gör uppror mot inkräktare från Mars.
Anne McCaffrey romandebuterade 1967 med boken Restoree, en satir som smädade science-fictiongenrens bild av kvinnor som ägodelar.
Mest känd är McCaffrey för sina böcker om planeten Pern. De två prisbelönta kortromanerna Weyr Search och Dragonrider slogs ihop och bildade Dragonflight, den första boken i serien om Pern, som också översatts till svenska och som då fått titeln Drakryttarna. I Dragonquest, den andra boken om Pern, skrev McCaffrey in homosexuella som hjältemodiga stridspiloter inom militären - det skulle dröja 40 år innan något liknande var tillåtet i USA:s egen militär. Den tredje boken i serien, The White Dragon, blev 1978 den första science fictionromanen att hamna på New York Times bästsäljarlista.
Flera av de senare böckerna i serien skrev McCaffrey tillsammans med sin son Todd. Pernböckerna har sålts i miljontals exemplar, inspirerat ett överflöd av fanfiction och lett till en rad akademiska studier.
| ”                                                                                                   | År 1967 satt jag i mitt vardagsrum i Sea Cliff på Long Island och undrade över vilken sorts figurer jag skulle använda i min nästa berättelse. Eftersom S-F är en form av "tänk om"-fiktion så undrade jag plötsligt, "tänk om drakar var de goda?" Sedan behövde jag utveckla en planet som behövde ett förnybart flygvapen mot någon okänd fara och kom då på Pern, drakar, Trådar och människor som präglar ett yngel i en livslång symbiotisk relation. | „ |
| – Anne McCaffrey som svar på frågan vad som inspirerat henne till att skriva berättalserna om Pern. | |   |

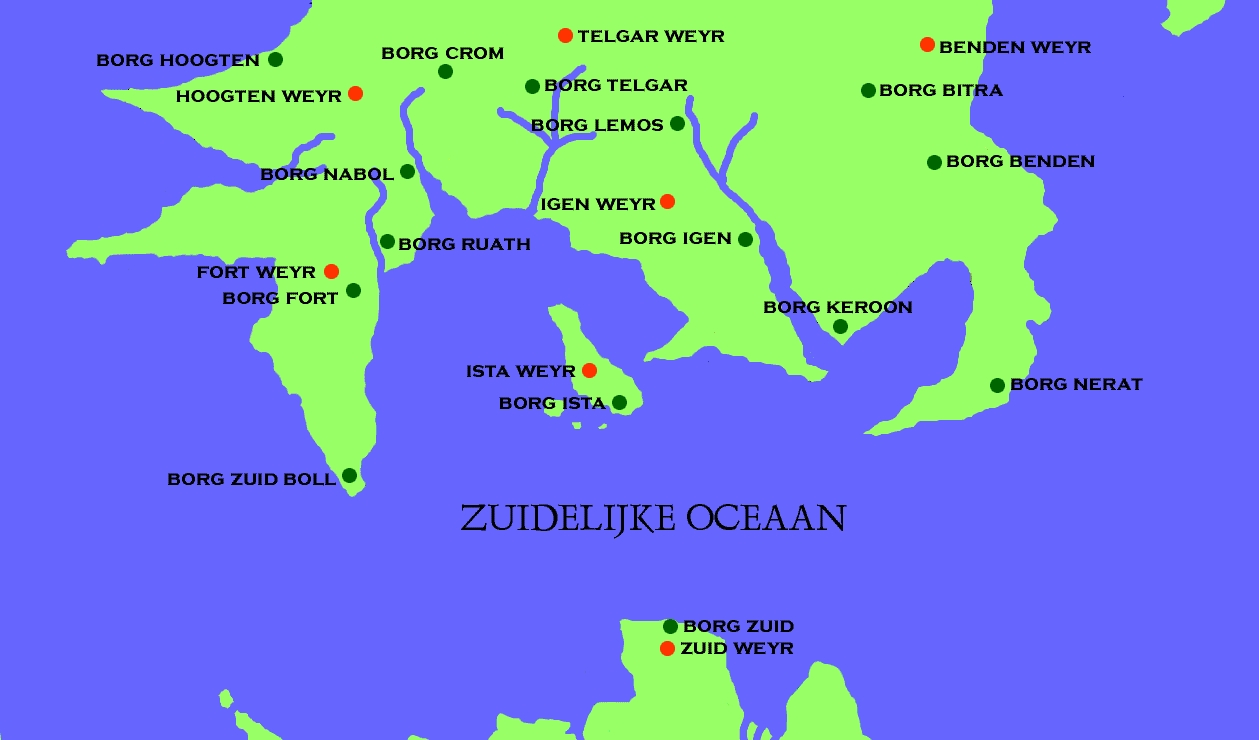
Holländsk karta över Perns norra kontinent.

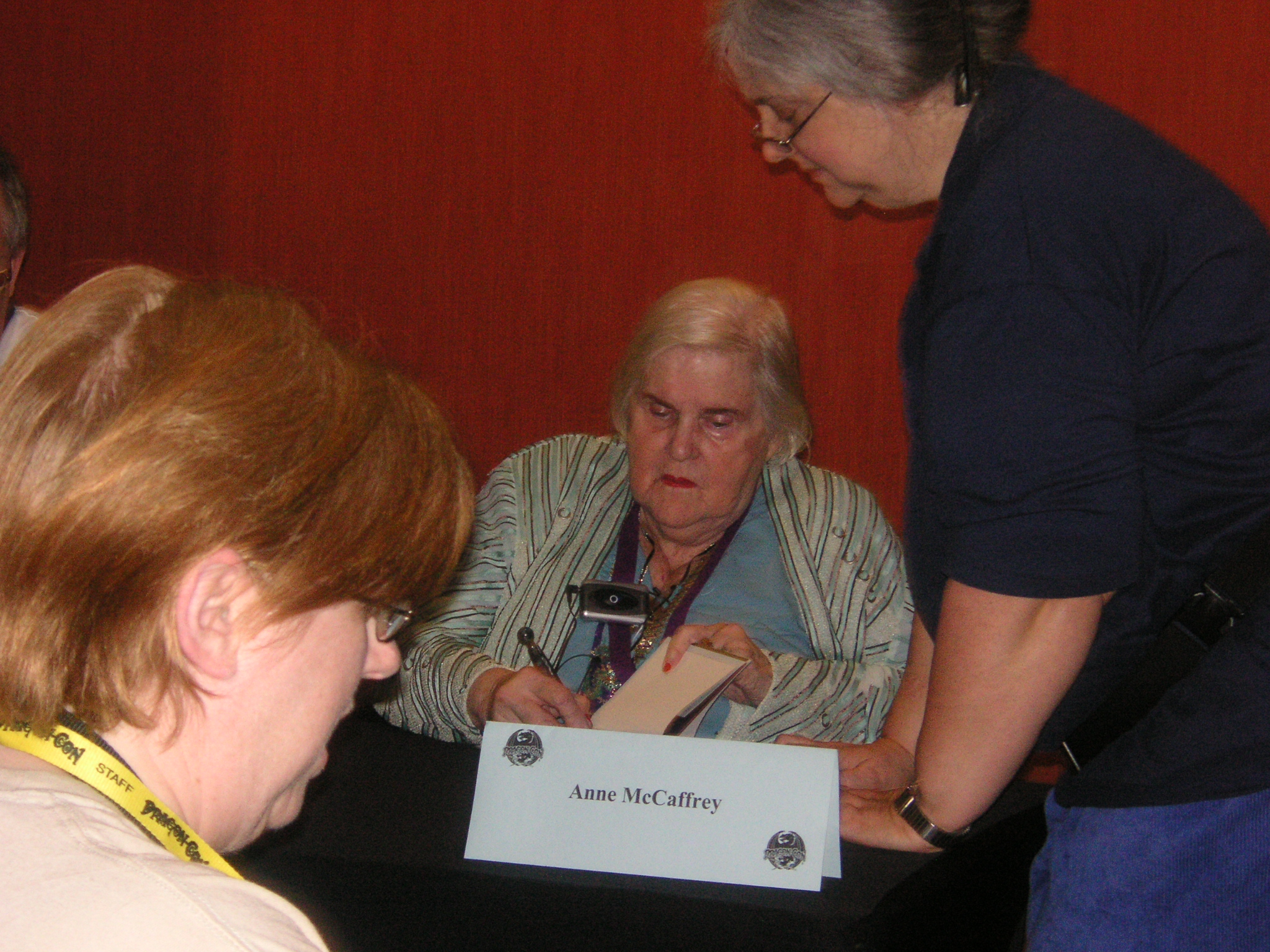
Anne McCaffrey på Dragon Con 2008. Fotografen stod själv i kö i över en timme och vittnade om att kön bakom sträckte sig minst lika långt.

Hon hann även med att skriva åtskilliga andra bokserier i science fiction-genren. Hon skrev musik som hör till Pern, där barder har rollen att berätta om historiska händelser i sin musik. Barderna utbildas vid en akademi, och detta beskrivs även i böckerna om Pern.
1989 var McCaffrey hedersgäst på Dragon Con, ett konvent som det året fick byta lokal för att kunna ta emot alla de 2 400 fans som dök upp.
Anne McCaffrey var författare och medförfattare till närmare 100 böcker under sin livstid. Enligt författaren Elizabeth Ann Scarborough var Anne McCaffrey den som förde in karaktärsutveckling och mänskliga relationer i science fictiongenren, att hon var den som förde in känslor där det tidigare mest handlat om maskiner och äventyr.  McCaffrey svarade på brev från sina fans så sent som samma månad som hon avled.
| ” | Jag skriver science-fiction, (sf som förkortning). Fantasy innehåller vanligtvis någon form av magi. Jag håller mig till newtonsk logik. | „ |
| – Anne McCaffrey som svar på frågan om hennes böcker ska betraktas som fantasy eller science fiction. | |   |

## Priser och utmärkelser
- Hugopriset 1968, kategorin för bästa kortroman, för Weyr Serch[14]

McCaffrey var även en av finalisterna till Hugopriset 1969, 1970, 1972, 1979, 1984 och 1992.
- Nebulapriset 1969, kortromanskategorin, för Dragonrider
- Gandalf Award 1979, för The White Dragon[16]
- Golden Pen Award 1982[17]
- Utmärkelsen Damon Knight Memorial Grand Master Award, 2005
- Upptagen i Science Fiction Hall of Fame, 2006[18]

### Böcker som inte ingår i någon serie
- Restoree, Ballantine Books, 1967 ISBN 978-0-552-08344-7
- Get Off the Unicorn, Del Rey / Ballantine, 1977 ISBN 978-0-345-25666-9 [f]
- The Coelura, 1983 ISBN 978-0-312-93042-4
- Nimisha's Ship, 1998 ISBN 978-0-345-43425-8

### Böcker i serien om Pern
- Drakryttarna, 1970 (Dragonflight, 1968 ISBN 978-0-345-45633-5) (Nyöversättning utkom 1992 på annat förlag)
- Drakjakten, 1993 (Dragonquest, 1971 ISBN 978-0-345-33508-1).

Böcker i serien som inte är översatta till svenska:
- Dragonsong, 1976 ISBN 978-0-689-86008-9
- Dragonsinger: Harper of Pern, 1977 ISBN 978-0-689-86007-2
- The White Dragon, 1978 ISBN 978-0-345-34167-9
- Dragondrums, 1979, ISBN 978-0-689-86006-5
- Moreta: Dragonlady of Pern, 1983 ISBN 978-0-345-29873-7
- Nerilkas Story, 1986  ISBN 978-0-345-33949-2
- The Girl Who Heard Dragons, kortroman, Cheap Street Press, 1986
- Dragonsdawn, 1988 ISBN 978-0-345-36286-5
- The Renegades of Pern, 1989, ISBN 978-0-345-36933-8
- All the Weyrs of Pern, 1991, ISBN 978-0-345-36893-5
- The Chronicles of Pern: First fall, (novellsamling), 1993  ISBN 978-0-345-36899-7
- The Dolphins of Pern, 1994  ISBN 978-0-345-36895-9
- Dragonseye, 1996 ISBN 978-0-345-41879-1 (publicerad i Storbritannien som Red star rising: The second chronicles of Pern ISBN 978-0-552-14272-4)
- The Master Harper of Pern, 1998 ISBN 978-0-345-42460-0
- The Skies of Pern, 2001, ISBN 978-0-345-43469-2
- A gift of Dragons, (novellsamling), 2002 ISBN 978-0-345-45635-9
- Dragon's Kin, Anne McCaffrey & Todd McCaffrey, 2003 ISBN 978-0-345-46200-8

(Dragonsblood, Todd McCaffrey, 2005 ISBN 978-0-345-44124-9)
- Dragon's Fire, Anne McCaffrey & Todd McCaffrey, 2006 ISBN 978-0-345-48028-6
- Dragon Harper, Anne McCaffrey & Todd McCaffrey, 2007 ISBN 978-0-345-48030-9

(Dragonheart, Todd McCaffrey, 2008 ISBN 978-0-582-36401-1)
(Dragongirl, Todd McCaffrey, 2010 ISBN 978-0-593-05587-8)
- Dragon's Time, Anne McCaffrey & Todd McCaffrey, 2011 ISBN 978-0-345-50089-2
- Sky Dragons, Anne McCaffrey & Todd McCaffrey, 2012 ISBN 978-0-593-06621-8

### Böcker i serien The Brain & Brawn Ship
- The Ship Who Sang, 1969 ISBN 978-0-345-33431-2
- PartnerShip, med Margaret Ball, 1992 ISBN 978-0-671-72109-1
- The Ship Who Searched, med Mercedes Lackey, 1992 ISBN 978-0-671-72129-9
- The City Who Fought, med S.M. Stirling, 1993 ISBN 978-0-671-87599-2
- The Ship Who Won, med Jody Lynn Nye, 1994 ISBN 978-0-671-87657-9

(The Ship Errant, av Jody Lynn Nye, 1996 ISBN 978-0-671-87854-2)
(The Ship Avenged, av S.M. Stirling, 1997 ISBN 978-0-671-87861-0)

### Böcker i serien Talent

#### Pegasus
- To Ride Pegasus, 1973 ISBN 978-0-345-33603-3
- Pegasus in Flight, 1990 ISBN 978-0-345-36897-3
- Pegasus in Space, 2000 ISBN 978-0-345-43467-8

#### The Tower and the Hive
- The Rowan, Ace/Putnam, 1990 ISBN 978-0-399-13570-5
- Damia, Bantam Books (UK), 1992 ISBN 978-0-593-02374-7
- Damia's Children, Ace/Putnam, 1993 ISBN 978-0-399-13817-1
- Lyon's Pride, Bantam Books (UK), 1994 ISBN 978-0-593-02652-6
- The Tower and the Hive, Ace/Putnam, 1999 ISBN 978-0-399-14501-8

### Böcker i trilogin Crystal Singer
Crystal Singer är en boktrilogi av Anne McCaffrey, författad åren 1982 till 1992. Huuvudpersonens namn är Killashandra Ree.
Killashandra Ree har studerat musik och sång i 10 år och har för avsikt att göra karriär som solosångerska. Hon får sina planer grusade i sluttentamen med ett besked att hennes röst har ett missljud och att en karriär som soloartist är utesluten.. Killashandra fasar inför att leva ett liv begränsat till körarbete och träning av solister. Så långt är trilogin självbiografisk. Anne McCaffrey studerade själv sång och musik i Tyskland under många år men fick besked att hennes röst inte räckte till en solistkarriär. I den första delen av trilogin om Killashandra får vi följa henne till en planet vid namn Ballybran. Denna planet har kristaller med egenskaper att kunna kommunicera och förbinda hela planetsystem. Kristallerna kan endast utvinnas av kristallsångare som med absolut gehör och med hjälp av ett röstkontrollerat redskap kan bryta kristallerna.
Nykomlingar till Ballybran infekteras vid ankomsten till planeten av en spor som ingår en symbios med den nyanländas kropp. I bästa fall kan symbiosen leda till ökad livslängd, anmärkningsvärd förmåga till läkning och en fantastisk känslighet för att hitta kristall. I sämsta fall kan anpassningen leda till dövhet eller blindhet eller orsaka död. Killashandra Ree blir efter tester antagen som kristallsångare, hon genomgår anpassningen till sporen och börjar sin karriär som kristallsångare. Killashandra visar sig ha en stor känslighet för svart kristall, den dyrbaraste och mest eftersökta av kristallerna. Hon ställs inför enorma prövningar och visar sig ha förmåga att klara de allra största utmaningarna. Våldsamma stormar och risk att bli förhäxad av kristallerna kan vara livshotande för kristallsångarna. Killashandra träffar Lars Dahl på en annan planet och får uppleva en himlastormande kärlek. Efter många år drabbas hon av minnesförlust men blir på ett mirakulöst sätt botad, mycket tack vare sin egen medkänsla med en "levande" planet. I slutet av den sista boken har Killashandra blivit över 200 år gammal.
Titlar i serien:
- The Crystal Singer
- Killashandra
- Crystal Line

### Böcker i serien Petaybee
Böckerna i den här serien skrev McCaffrey tillsammans med Elizabeth Ann Scarborough.

#### Original Series
- Powers That Be
- Power Lines
- Power Play

#### Twins of Petaybee
- Changelings
- Maelistrom
- Deluge

### Böcker i serien Acorna
Böckerna i den här serien skrev McCaffrey tillsammans med Margaret Ball och Elizabeth Ann Scarborough. Serien handlar om flickan Acorna som hittas ensam ute i rymden i en räddningskapsel. Acorna har ett horn i pannan och speciella förmågor. Snart uppstår diskussionen om huruvida detta horn skall avlägsnas eller om flickan ska isoleras för vetenskapliga studier. Istället rövas hon bort till planeten Kezdet.
- Acorna: The Unicorn Girl, med Margaret Ball, 1997
- Acorna's Quest, med Margaret Ball, 1998
- Acorna's People, med Elizabeth Ann Scarborough, 1999
- Acorna's World, med Elizabeth Ann Scarborough, 2000
- Acorna's Search, med Elizabeth Ann Scarborough, 2002
- Acorna's Rebels, med Elizabeth Ann Scarborough, 2003
- Acorna's Triumph, med Elizabeth Ann Scarborough, 2004

### Facklitteratur
- Cooking Out of This World, (En kokbok med recept från flera science ficton- och fantasyförfattare), Ballantine Books, 1973 ISBN 0-345-23413-8
- Serve It Forth -- Cooking With Anne McCaffrey, (tillsammans med John Gregory Betancourt), Aspect/Warner books, 1996 ISBN 0-446-67161-4

## Originalcitat
1. ↑  "All genres have their grand old dames… crime fiction still has PD James, romance had Barbara Cartland. In the fantasy and science fiction field, we were lucky indeed to have Anne McCaffrey. She was too modest to regard them as classics, but classics of the genre are what they became, outlandish planet-threatening mycorrhizoid spores and all. In a genre whose audience is often stereotyped as geeky males, in which its female authors often still feel it is a boys-only club when it comes to reviews of their work and airtime, McCaffrey was up there with Robert A Heinlein, Arthur C Clarke and Jack Williamson. She'll be deeply missed."[8]
2. ↑  "There was a lot of excitement over Civil Rights then, and I was trying to get pregnant. So it occurred to me that one of the most basic rights was having a child of your own species. So, I sat down and typed out ‘Freedom of the Race.’"[5]
3. ↑  The books and stories were written unpretentiously and lyrically, with a refreshing taste for heroism and adventure as well as, perhaps surprisingly, an imaginative knowledge of biochemistry that made the dragons seem at least scientifically plausible.[7]
4. ↑  "Back in 1967, I was sitting in my living room in Sea Cliff, Long Island, wondering what sort of creatures I could use in my next story. Since S-F is a “what-if” form of fiction, I suddenly wondered, “what if dragons were the good guys?” Then I had to develop a planet which needed a renewable airforce against some unknown menace and came up with Pern, dragons, Thread and humans who Impressed a hatchling in a lifelong symbiotic relationship."
5. ↑  "I write science-fiction, (s-f for short). Fantasy usually contains some form of magic. I stick to newtonian logic."[12]
6. ↑  Get Off the Unicorn är en novellsamling med korta berättelser som utspelar sig i olika av McCaffreys universa.